# Шарлыкский сельсовет
Шарлыкский сельсовет — сельское поселение в Шарлыкском районе Оренбургской области Российской Федерации.
Административный центр — село Шарлык.

## История
9 марта 2005 года в соответствии с законом Оренбургской области № 1919/356-III-ОЗ образовано сельское поселение Шарлыкский сельсовет, установлены границы муниципального образования.

## Население
| 2010  | 2012  | 2013  | 2014  | 2015  | 2016  | 2017  |
| ----- | ----- | ----- | ----- | ----- | ----- | ----- |
| 8241  | ↘8219 | ↗8273 | ↘8206 | ↘8147 | ↘8121 | ↘8111 |
| 2018  | 2019  | 2020  | 2021  |       |       |       |
| ↘8040 | ↘7982 | ↘7945 | ↘7616 |       |       |       |

## Состав сельского поселения
| № | Населённый пункт | Тип населённого пункта       | Население |
| - | ---------------- | ---------------------------- | --------- |
| 1 | Кармалка         | село                         | 402       |
| 2 | Приветливый      | посёлок                      | 264       |
| 3 | Шарлык           | село, административный центр | ↘7112     |